# فرانك أ. ماسون
فرانك أ. ماسون (بالإنجليزية: Frank A. Mason)‏ هو لاعب كرة قدم أمريكية ومحامي أمريكي، ولد في 12 أبريل 1862 في نيوتن في الولايات المتحدة، وتوفي بنفس المكان في 29 يونيو 1940.